# Lepidolina
Lepidolina es un género de foraminífero bentónico normalmente considerado un subgénero de Lepidolina, es decir, Lepidolina (Lepidolina) de la subfamilia Neoschwagerininae, de la familia Neoschwagerinidae, de la superfamilia Fusulinoidea, del suborden Fusulinina y del orden Fusulinida. Su especie tipo es Neoschwagerina (Sumatrina) multiseptata. Su rango cronoestratigráfico abarca el Capitaniense (Pérmico medio).

## Discusión
Clasificaciones más recientes incluyen Lepidolina en la superfamilia Neoschwagerinoidea, y en la subclase Fusulinana de la clase Fusulinata.

## Clasificación
Lepidolina incluye a las siguientes especies:
- Lepidolina kumaensis †, también considerado como Yabeina (Lepidolina) kumaensis †
- Lepidolina maizurensis †, también considerado como Yabeina (Lepidolina) maizurensis †
- Lepidolina minatoi †, también considerado como Yabeina (Lepidolina) minatoi †
- Lepidolina multiseptata †, también considerado como Yabeina (Lepidolina) multiseptata †
- Lepidolina shiraiwensis †, también considerado como Yabeina (Lepidolina) shiraiwensis †
- Lepidolina ornata †, también considerado como Yabeina (Lepidolina) ornata †
- Lepidolina septulosa †, también considerado como Yabeina (Lepidolina) septulosa †
- Lepidolina sutschanica †, también considerado como Yabeina (Lepidolina) sutschanica †
- Lepidolina toriyamai †, también considerado como Yabeina (Lepidolina) toriyamai †